# 核酸医薬
核酸医薬（英: oligonucleotide therapeutics）とは天然型ヌクレオチドまたは化学修飾型ヌクレオチドを基本骨格とする薬物であり、遺伝子発現を介さずに直接生体に作用し、化学合成により製造されることを特徴とする。代表的な核酸医薬にはアンチセンスオリゴヌクレオチド、RNAi、アプタマー、デコイなどがあげられる。核酸医薬は化学合成により製造された核酸が遺伝子発現を介さずに直接生体に作用するのに対して、遺伝子治療薬は特定のDNA遺伝子から遺伝子発現させ、何らかの機能をもつ蛋白質を産出させる点が異なる。核酸医薬は高い特異性に加えて、従来の医薬品では狙えないmRNAやnon-coding RNAなど細胞内の標的分子を創薬ターゲットにすることが可能であり、一度プラットフォームが完成すれば比較的短時間で規格化しやすいという特徴がある。そのため核酸医薬は低分子医薬、抗体医薬に次ぐ次世代医薬であり癌や遺伝性疾患に対する革新的医薬品としての発展が期待されている。

## 位置づけ
核酸医薬の分子標的薬内での位置づけを述べる。分子標的薬はある特定の蛋白質や遺伝子に特異的に結合し、その機能を制御する治療薬である。分子量によって低分子医薬品、中分子医薬品、高分子医薬品に分類される。高分子医薬品の代表例はモノクローナル抗体（抗体医薬品）であり中分子医薬品の代表例は核酸医薬である。
高分子医薬品には蛋白質や抗体、PEGなどの高分子を結合させた高分子化した薬などがある。最も代表的な分子標的薬はモノクローナル抗体である。抗体は分子量150kDで高い特異性を示すが、細胞膜を通過できず細胞内蛋白質をターゲットにできないという弱点がある。モノクローナル抗体は1986年にアメリカで腎移植後の急性拒絶反応に対し承認されたムロモナブを契機に様々なモノクローナル抗体が臓器移植後の拒絶反応、悪性腫瘍、自己免疫性疾患に対して承認された。急性輸注反応（infusion reaction）や中和抗体出現などの副作用を克服するために、抗体の種類がマウス抗体から、抗原結合部位に関する部位のみをマウス由来とし、その他の部位をヒト由来の生体材料に置換したモノクローナル抗体（キメラ抗体やヒト化抗体）への改良が進み、全ての材料をヒト由来とするヒト抗体、またIgGの定常領域（Fc）と受容体細胞外領域などの機能性蛋白質のリコンビナント融合蛋白が作成されるに至っている。2017年現在日米で承認されているモノクローナル抗体は50種類を超えている。当初は悪性腫瘍や自己免疫疾患が対象であったが、その後、感染症や脂質異常症など対象疾患が拡大している。モノクローナル抗体は血液脳関門を通過できないことから神経疾患への応用が遅れていた。経路は不明であるがモノクローナル抗体を全身投与すると髄液内に微量のモノクローナル抗体が検出される。
低分子医薬品または低分子化合物とは一般的に分子量500以下のものと定義される。分子標的薬として低分子化合物は細胞に発現する受容体、増殖因子、シグナル伝達系を標的に結合し、血管新生、細胞周期調節、増殖シグナルを抑制する作用機序を有する。低分子化合物はモノクローナル抗体と異なり、化学合成や経口投与が可能である利点がある。また特異性が低いため副作用が問題になることが多いが化学合成技術の進歩により1990年代後半から低分子化合物による分子標的薬も開発されるようになった。代表例は慢性骨髄性白血病の治療薬であるイマチニブ（商品名 グリベック）である。またアルツハイマー病の治療薬であるドネペジル（商品名 アリセプト）、ガランタミン（商品名 レミニール）、リバスチグミン（商品名 リバスタッチ）は低分子化合物の分子標的薬である。これらは血液脳関門を通過して作用する。他には関節リウマチ治療薬のイグラチモド（商品名コルベット）、トファシチニブ（商品名ゼルヤンツ）、多発性硬化症治療薬のフィンゴリモド（商品名ジレニア）などが知られている。
中分子医薬品は分子量数千程度のものが含まれる。インスリン、リュープロレリンなど一部のペプチド医薬品も分子量はこの程度である。核酸医薬もこの中分子医薬品に含まれるがバイオ医薬品であるペプチド医薬品とは異なり低分子化合物のように化学合成されること、細胞膜を通過できるため細胞内蛋白質をターゲットにできることが異なる。核酸医薬の薬物動態学としては高分子医薬品と同様にふるまうため経口投与はできない。核酸医薬とモノクローナル抗体との大きな違いは細胞内標的とも結合ができること、化学合成が可能であることである。核酸医薬はモノクローナル抗体で治療困難であった疾患での根本治療の方法として注目されている。
核酸医薬は連続性毛細血管をもつ脳、筋肉、心臓の血管内皮細胞を通過することはできないと言われていたがIONIS社の論文では連続性毛細血管をもつ肺も有窓性毛細血管をもつ小腸と同じ位アンチセンスオリゴヌクレオチドが到達する。筋組織は連続型毛細血管をもつため核酸医薬は通過できない。しかし筋ジストロフィーのように筋細胞の壊死・再生が活発な病態では筋組織に効率よくオリゴヌクレオチドが取り込まれる。
| 項目       | 低分子化合物 | 核酸医薬     | モノクローナル抗体 |
| ---------- | ------------ | ------------ | ------------------ |
| 分子量     | 500Da以下    | 10kDa程度    | 150kDa程度         |
| 製造方法   | 化学合成     | 化学合成     | 遺伝子組換え       |
| 投与方法   | 経口投与     | 非経口投与   | 点滴静注           |
| 細胞内標的 | 可           | 可           | 不可               |
| 血液脳関門 | 通過         | 通過できない | 通過できない       |

## 基本構造

### RNAの化学構造
リボヌクレオシドとは核酸塩基と糖の一種であるD-リボースとかβ-N-グリコシド結合で結合した化合物である。天然のリボヌクレオシドにはアデノシン（A）、グアノシン（G）、シチジン（C）、ウリジン（U）の4種類がある。このうちAとGを合わせてプリンヌクレオシドとよび、CとUを合わせてピリミジンヌクレオシドとよぶ。これらの名称は、各々のヌクレオシドの塩基成分の名称がアデニン、グアニン、ウラシル、シトシンであることによる。リボヌクレオシドのリボース環の殻炭素原子は「ダッシュ（プライム）」をつけた番号で示し、塩基部分の各原子は番号で示す。リボヌクレオシドの水酸基とリン酸基が結合した物質がリボヌクレオチドであり、RNAを構成する最小単位である。4種のリボヌクレオシドとリン酸化される水酸基の位置の組み合わせや個数によって色々なリボヌクレオチドができる。リボヌクレオチドが互いにリン酸ジエステルを介して1本の鎖状につながった物質がオリゴリボヌクレオチドであり、RNAという。RNA中でのリン酸の結合位置はヌクレオシドの5'位酸素と3'位の酸素原子である。相補的な塩基配列をもった一本鎖RNA同士はワトソン-クリック塩基対で、逆平行に会合し二本鎖RNAを形成する。二本鎖RNAは11塩基対で1回転するA型二重らせん構造をとる。一本鎖RNAにそれと相補的な配列をもったDNAを加えたRNA-DNAハイブリッド二重らせんは固体状態ではA型二重らせん構造である。しかし溶液中では異なる構造をとっており、その特異的な構造がRNase Hに認識されRNA鎖が切断されると考えられている。

### RNA分解酵素
RNAを切断する酵素にはRNAのみを特異的に分解するリボヌクレアーゼとDNAとRNAの両方を分解できるヌクレアーゼがある。哺乳類の血清中では核酸を3'末端から分解する3'エキソヌクレアーゼの活性が強く、さらにリボヌクレアーゼも存在するため、体内に入ったRNAは迅速に分解される。特に一本鎖RNAは分解されやすく、一本鎖RNAにウシやヒトの血清を加えると30秒程度でほとんど分解されてしまう。そのため、生体内のヌクレアーゼに耐性を示し、生体内で効果的に作用する人工核酸がアンチセンス法やRNAi法の開発に必須である。
リボヌクレアーゼ
リボヌクレアーゼとして古くからその反応機構が研究されているものに、リボヌクレアーゼA（RNase A）がある。RNase AはRNA中のホスホジエステル結合を3'-モノリン酸と5'-水酸基を切断する酵素である。生体内ではRNase Aの酵素反応機構と全く異なるメカニズムでRNAを分解するリボヌクレアーゼも数多く存在する。核酸医薬の分野でよく知られてるリボヌクレアーゼはRNase HとRNase Ⅲである。RNase HはDNAとヘテロ二重鎖を形成しているRNAを3'-水酸基と5'-リン酸体へと切断する酵素である。またRNase ⅢはRNA-RNA二重鎖の両側の鎖を切断し、同じく3'-水酸基と5'-リン酸体へと分解するが、その際に3'側にヌクレオチド残基が2つぶら下がったオーバーハング構造を形成するのが特徴である。RNase HはアンチセンスDNAの生理活性発現メカニズムに関与する。RNase Ⅲ型の切断をするDicerは外来の二本鎖RNAを切断しRNAiを引き起こす短い二本鎖RNA（siRNA）を生成するのに必須の酵素である。
3'-エキソヌクレアーゼ
3'-エキソヌクレアーゼ活性をもつ酵素として実験室でよく用いられる酵素にヘビ毒ホスホジエステラーゼ（snake venom phosphodiesterase、SVPD）がある。この酵素はDNAやRNAのリン酸ジエステル結合を3'末端側から加水分解し、3'-水酸基と5'-リン酸に分解する。SVPDは新しくデザインしたアンチセンス核酸や生体内の3'-エキソヌクレアーゼに対する安定性の試験管内で予測するための便利なツールとして利用される。SVPDなどDNA、RNAの両方を分解できるヌクレアーゼは、リボヌクレアーゼとは異なり、RNAの2'-水酸基を直接には認識していないと予想される。しかし、実際にはRNAの2'位を化学修飾することで、リン酸ジエステルの周囲の立体的環境や静電的環境を変化させ、間接的にヌクレアーゼ耐性を向上させることができる。そのような2'位の修飾基としてはメチル基、2-メトキシエチル（MOE）基、3-アミノプロピル（AP）基、2-(N,N-ジメチルアミノオキシ)エチル（DMAOE）基など多数報告がある。

### 核酸アナログ
天然のRNAやDNAの製剤としての問題点を改善するために様々な核酸アナログが報告されている。核酸分子のあらゆる部位が化学修飾の対象となりえる。核酸塩基部位に適切な化学修飾を施すと相補的な塩基配列を有する核酸との二本鎖形成や塩基対認識能を向上させることが可能である。また、糖部位を化学修飾することで二本鎖形成能を高め、ヌクレアーゼに対する耐性を獲得することが可能である。しかしながら核酸塩基部位や糖部位への化学修飾は多くの場合、多段階の合成ステップを必要とし、一般に全行程収率が低いという問題がある。また、糖部修飾によって獲得されるヌクレアーゼ耐性も不十分であることが多い。特に、オリゴヌクレオチドの全ての糖部を修飾すると核酸医薬としての重要な生理活性を失うことが多いので注意が必要である。例えば、全ての2'-位をメトキシ基やフッ素原子で置換するとRNase H活性やRNAi活性が失われる。リボース環の2'-位と4'-位が架橋されたLNAも同様である。これらの生理活性を保つためには天然型と修飾型のキメラ分子を用いることが多い。例えばsiRNAではプリン塩基には修飾を加えずピリミジン塩基の2'-OHを2'-Fに修飾を加えるという方法を用いることがある。リン酸部位に化学修飾を施す場合、合成の出発原料として、安価な天然のヌクレオシドを容易に入手できるというメリットがある。中でも天然型オリゴヌクレオチドの2つの非架橋酸素原子の1つを別の原子や置換基に変換したリン原子修飾核酸は置換基の種類によって、脂溶性や水溶性などの性質や相補的な核酸との二本鎖形成能を制御でき、かつ十分なヌクレアーゼ耐性をほぼ確実に獲得できる。
LNA（Locked Nucleic Acid）
LNA（またはBNA） は小比賀、今西およびWengelらにより独立に合成された核酸アナログであり、RNAの2'位の酸素原子と4'位の炭素原子をメチレンで架橋し、リボースの配座をC3'-endo型に固定したものである。これによりA型らせん構造が固定化され、DNA、RNAと極めて安定な二本鎖を形成する。ミスマッチによる熱融解温度（Tm値）の低下がDNAより大きいため配列特異性が高いといゆ特徴がある。またホスホロチオエート以上のヌクレアーゼ耐性をもつため、医薬品への応用が期待されている。高い熱安定性を有するため、標的配列が二本鎖や強固な高次構造を形成している場合でも、相補鎖形成が可能であるという利点がある。一般には毒性が低いと言われているが一部で肝毒性が指摘されている。
様々な応用例が報告されているが、ノーザンブロット、In situ ハイブリダイゼーション、マイクロアレイなどへの応用では、感度の高さから微量なRNAの検出に非常に有効である。特に標的配列が短い場合も十分な結合力を有するため、miRNAの研究では必須のツールとなっている。またLNAの組み込み数を調節することで異なるプローブ間でTm値を揃え定量性向上させることができる。アンチセンス核酸としても有用でありmRNAの翻訳抑制、やmiRNAの機能阻害などの例がある。通常、LNAとDNAが混在したキメラで用いられ、DNAとほぼ同様に様々な酵素反応に用いることができる。但しRNase Hによる切断を行う場合はDNAが続いた領域が必要となる。siRNAに組み込めば高い特異性とヌクレアーゼ体制により、効率がよく、off-target効果の少ないノックダウンが可能である。その他、逆転写PCRプライマーや各種SNP識別法などへの応用が行われている。LNAを用いたアンチセンス核酸の配列決定にはLNAの組み込む数と位置が問題になる。LNA同士は非常に強固なため、二次構造やダイマーの形成に注意が必要となる。LNAによるTm値の向上は配列や位置に依存する。LNA数を増すにつれ1塩基あたりのTm値の向上は小さいものになるため、通常は適当な間隔を空けてLNAを導入する。LNAを増やしすぎると部分的にマッチする配列とも結合してしまうため、適切なTm値になるように設計する。ヌクレアーゼ耐性は高いがRNase H活性はないため、RNase H依存性のmRNAの分解をする場合はgap portionを非修飾DNAとしたgapmer type ASOとしてデザインすることが多い。
ホスホロチオエート（Phosphorothioate、PS）
ホスホロチオエート（Phosphorothioate、PS）核酸はリン酸ジエステル結合部分の酸素原子を1つ硫黄原子に置き換えたものでヌクレアーゼ耐性がある。標的配列をmRNAの翻訳開始部位付近などに設定し、立体障害やRNase Hによる切断による翻訳抑制に用いることができる。問題点としては結合が天然の核酸よりも弱いこと、蛋白質との非特異的相互作用による細胞毒性が高い。リン原子が不斉になるため立体異性体の混合物になるということがあげられる。リン原子の立体配置によって二本鎖RNAの熱安定性やヌクレアーゼ耐性が大きく異なることが知られている。東京理科大学の和田猛らはリン原子の絶対的立体配置が完全に制御されたホスホロチオエートDNAおよびRNAの実用的な合成法（オキサザホスホリジン法）を開発した。その後、オキサザホスホリジン法は、ホスホロチオエート以外のリン酸原子修飾核酸の立体選択的合成法へ応用されている。
モルフォリノオリゴ
モルフォリノホスホロジアミデートはアンチセンスとしてよく用いられている核酸アナログであり、リボースの代わりにモルフォリン環、リン酸ジエステルの代わりに電荷のないホスホロジアミデート結合をもつ。RNase H活性はないが、天然のDNA、RNAより結合が強くかつ特異性が高い。他に細胞毒性が低い、水溶性が高いという優れた特徴があり、細胞への導入法も確立している。主に翻訳阻害、pre-mRNAのスプライシング阻害、miRNAのノックダウンや成熟化阻害に用いられている。血漿蛋白質との結合性が低いため速やかに体内から消失する。
ボラノホスフェート
ボラノホスフェートはリン酸の酸素原子をボランに置き換えた核酸アナログである。高いヌクレアーゼ耐性を持ち、天然の核酸より脂溶性が高く毒性も低い。RNase Hや各種ポリメラーゼなどによる反応も妨げない。ボラノホスフェート化されたsiRNAは天然よりも高いRNAi活性を持つことが報告されている。
2'-O-メチル化RNA（2'-OMe）
2'-O-メチル化RNAは天然にも存在する修飾核酸である。C3'-endo型が優性で熱力学的安定性が高く、ヌクレアーゼ耐性は高いがRNase H活性はないため、RNase H依存性のmRNAの分解をする場合はgap portionを非修飾DNAとしたgapmer type ASOとしてデザインすることが多い。
2'-O-メトキシエチル化RNA（2'-MOE）
2'-O-メトキシエチル化RNAはミポメルセンのwing portionやヌシネルセンの全配列で用いられる核酸アナログである。結合力が強い核酸アナログとして知られる。ヌクレアーゼ耐性は高いがRNase H活性はないため、RNase H依存性のmRNAの分解をする場合はgap portionを非修飾DNAとしたgapmer type ASOとしてデザインすることが多い。IONIS社が開発した製品で利用される。

## 分類
核酸医薬はアンチセンスオリゴヌクレオチド（antisense oligonucleotide、ASO、アンチセンス核酸と訳することもある）、RNAi（siRNA）、micro RNA(miRNA)、アプタマー、デコイに分類される。
| 核酸医薬の種類 | 構造                         | 長さ（塩基） | 標的                  | 作用部位             | 作用機序                     |
| -------------- | ---------------------------- | ------------ | --------------------- | -------------------- | ---------------------------- |
| ASO            | 一本鎖DNAまたはRNA           | 17~22        | mRNA、pre-mRNA、miRNA | 細胞質内および核内   | mRNA分解、スプライシング阻害 |
| siRNA          | 二本鎖完全相補鎖             | 21~23        | mRNA                  | 細胞質内             | mRNA分解                     |
| miRNA          | 二本鎖完全または非完全相補鎖 | 22前後       | mRNA                  | 細胞質内             | 翻訳阻害、mRNA分解           |
| アプタマー     | 一本鎖DNAまたはRNA           | 15~50        | 蛋白質                | 細胞外または細胞表面 | 機能阻害                     |
| デコイ         | 二本鎖DNA                    | 20前後       | 転写因子              | 細胞質内および核内   | 転写阻害                     |

### アンチセンスオリゴヌクレオチド（ASO、アンチセンス核酸）
ASOは核酸医薬の中で最も適応範囲が広いと考えられている。具体的にはRNAのウイルスに対して使用したり、がん細胞のアポトーシス抑制遺伝子を抑制したりするといった臨床応用が考えられる。ASOは細胞質内、核内のどちらでも効果を発揮することから蛋白質に翻訳される遺伝子だけではなくmiRNAや長鎖非コードRNAの機能を抑制することも可能である。

#### 歴史
アンチセンスオリゴヌクレオチド（antisense oligonucleotide、ASO、アンチセンス核酸）は標的とするmRNAに相補的なDNAやRNAを塩基配列特異的にハイブリダイゼーションさせ蛋白質合成の発現を制御する。ASOの概念は1967年のBilikovaらの報告から始まったと考えられている。彼らは反応性基を持った核酸2量体の対象核酸への結合を報告している。一方Ts’oらは核酸オリゴマーを用いてRNAを選択的にマスクすることでRNAの機能阻害を試みた研究成果を1974年に報告している。彼らの試みは、核酸オリゴマーを設計する際に、細胞内への導入を視野に入れてリン酸ジエステル結合の負電荷をなくす試み、すなわちトリエステル型核酸オリゴマーを開発した点で高く評価されている。彼らはさらに1977年にメチルホスホネート型核酸オリゴマーの開発をしている。これらに対してザメクニック（Zamecnic）とステファンソン（Stephenson）らは1978年、天然型核酸オリゴマー（D-オリゴ）を用いて、培養細胞系でウイルス増殖制御を成功させている ことからASOの最初の報告として引用されることが多い。彼らはトリ線維芽細胞由来の培養細胞においてRNAウイルスであるラウス肉腫ウイルスの3’末端に相補的なASOによりウイルス複製を抑制することに成功した。そして、1989年にNIHグループがホスホロチオエート型核酸オリゴマー（PS-オリゴまたはS-オリゴともいう）を開発しアンチセンスオリゴヌクレオチドが大きく展開し始めた。2012年現在、ASOの標的となるのはmRNA、pre-mRNA、miRNA、lcRNAウイルスゲノムなどがあげられこれらの標的RNAに対して種々の作用メカニズムを介して関連疾患蛋白質の制御を行う。

#### 機序
ASOはRNAに結合するが糖としてはDNAがであり、17～22塩基ほどの一本鎖であることが多い。一本鎖のASOは未修飾体では生体内で極めて不安定であるため化学修飾を施すことにより安定性を向上させている。細胞内への移行に関する分子機構はいまだ不明な点が多いが、細胞表面受容体や蛋白質と結合し、エンドサイトーシスによって取り込まれエンドソーム内に移行した後、エンドソーム膜を通過して細胞質に入ると考えられる。エンドソームは初期エンドソーム、後期エンドソーム、リソソームと成熟していくため、エンドソーム膜を通過できなかったASOはリソソーム内で分解される。ASOがRNAと相互作用するには正常機能を保持したままエンドソームの段階で細胞質に移行する必要があり、その過程において様々な蛋白質との相互作用が報告されている。細胞内に取り込まれたASOが標的遺伝子の機能を抑制するメカニズムは単一ではない。細胞質内で標的mRNAに結合しリボソームへの阻害により蛋白質への翻訳を阻害、細胞質内でmRNAに結合し二重鎖化して、RNase Hの活性によりmRNAの分解を誘導、核内へ移行した場合もmRNAやpre-mRNAに結合しRNase Hによる分解誘導、pre-mRNAの5'cap形成阻害、ポリA付加・エクソン・イントロンにまたがる領域への結合によるスプライシングの阻害など複数の経路による作用が報告されている。ASOの機序はHybridization Arrest 機構と Cleavage 機構の2種類に分類されることが多い。Hybridization Arrest 機構は対象RNAとハイブリッドを形成し、RNAに作用する分子群と競合する機構をいう。対象RNAは切断など化学反応を受けない。すなわち、リボソーム、スプライソソームなどが認識するRNA部位をASO（英: antisense oligonucleotides, ASO）によって物理的に被蓋する機構である。Cleavage 機構はASOが結合することによって対象とするRNAを切断する方法である。RNaseHの作用が代表例である。D-オリゴやPS-オリゴなどが形成するRNA二重鎖はRNaseHのよい基質となり、ハイブリッドを形成した部位のRNAのみが切断される。この機構はRNA切断後、それまで結合していたASOが再度アンチセンス効果を発揮できる点で Hybridization Arrest 機構よりも効率的である。Hybridization Arrest 機構と Cleavage 機構のいずれかしか機能しないということは考えにくく、どちらの寄与がより大きいかということになる。また、ASOの機構を下記にまとめる。
RNase H依存性のmRNAの分解
RNase H依存性のASOは12～20塩基鎖長で核酸間リン酸結合のホスホロチオエート化したDNAを基本骨格とし、両末端の2～5塩基（wing portion）には糖鎖骨格の2’部位を修飾した人工核酸を配し、中央の8～10塩基（gap portion）には糖鎖骨格が非修飾であるDNAを残したgapmer機構を有している。修飾核酸は2'-O-メチル化RNAやLNAが用いられることが多い。gapmer type ASOとよばれる。これらの修飾核酸によって細胞内のエクソヌクレアーゼに対する耐性や標的mRNAに対する結合親和性の飛躍的な向上に成功した。
エクソンスキップ法
エクソンスキップ法はRNase H非依存性のASOを用いる。目的のRNAに強固に結合するが分解しない（steric blocking）機序でpre-mRNAを標的とする。スプライシング調節部位に結合することで選択的スプライシングを誘導する方法や5'-cap形成の阻害、3'末端のポリアデニル化調節がよく知られた機序である。特にスプライシング調節を行う核酸医薬はSSO（splice-switching oligonucleotide）と呼ばれsteric blocking法の中では最も開発が進んでいる。遺伝子内でスプライシングの促進・抑制に関わるモチーフはエクソンの内にも外にも存在し、それらモチーフにSSOが結合することでRNA結合蛋白や小核内RNAなどのスプライシング関連因子との相互作用を阻害する。SSOにより選択的スプライシングの調節が行われ、特定のエクソンのスプライシング促進（エクソンスキッピング）、スプライシング抑制（エクソンリテンション）を誘導して、関連疾患蛋白質の調節を行う。SSOはgapmer type ASOと異なりRNase H誘導性は必要がないため、生体内安定性向上のため20～30塩基の全長に人工核酸を用いていることが多い。
エクソンインクルージョン法
エクソンインクルージョン法はスプライシング変更することで遺伝子を発現させる方法である。目的のRNAに強固に結合するが分解しない（steric blocking）機序でpre-mRNAを標的とする。脊髄性筋萎縮症の治療薬であるヌシネルセンはエクソンインクルージョン法を用いている。
翻訳阻害法
翻訳阻害法では目的のRNAに強固に結合するが分解しない（steric blocking）機序でmRNAを標的とする。

#### デリバリー
ASOの薬物動態学はその他の高分子医薬品の薬物動態学と共通する点が多い。消化管から吸収されないため非経口投与が必要なこと、毛細血管の透過性に制限があるため不均一な分布を示すことなどが特徴として挙げられる。ASOの体内動態を規定する因子は血中における相互作用、糸球体濾過、細胞との相互作用などが知られている。血中における相互作用で特に重要なのが血漿蛋白質との相互作用である。ASOはその化学修飾、特に核酸間リン酸結合のホスホロチオエート化によりアルブミンをはじめとした生体内分子に結合して様々な臓器にデリバリーされる。ミポメルセンの体内動態はよく研究されているがミポメルセンは90%以上がアルブミンなど血漿蛋白質に結合する。その結果、皮下投与したミポメルセンは腎臓と肝臓に分布する。アルブミンなどの血漿蛋白質に結合したASOは糸球体濾過されない。天然型の核酸は血漿蛋白にあまり結合しないため速やかに糸球体濾過され体外に排出される。エテプリルセンなどモルフォリノ核酸は血漿蛋白質との結合性が低いため速やかに体内から消失する。細胞の取り込みには種々のレセプターが関与し細胞と相互作用する。プラスミドDNAは静脈投与すると主に肝臓に分布するがクッパー細胞や類洞内皮細胞に多くは分布し肝細胞への分布は僅かである。この結果はポリアニオンの認識に関与するスカベンジャーレセプターが取り込みに関与するためと考えられている。なおGalNAc修飾したASOはクッパー細胞や類洞内皮細胞よりも肝細胞に分布するように薬物動態が変化する。GalNAc修飾ASOは肝細胞に特異的に発現するアシアロ糖タンパク質レセプターを標的として肝細胞に特異的に取り込まれる。細胞内への取り込みはいくつか報告されているがエンドサイトーシスが中心である。
ミポメルセン以外に修飾されたASOを薬物動態学は核酸医薬のリーディングカンパニーであるIONIS社のGene Hungらによって報告されている。彼らはノンコーディングRNAであるMALAT1を標的とするASOをデザインした。MALAT1は様々な組織で発現しているが、ノックアウトマウスが明瞭な表現型を示さないことが知られている。そのためASOの薬物動態学の解析に適切と考えた。ASOをマウスに50mg/kgで週に2回投与を4週間行い、最終投与の24時間後に臓器採取しリアルタイムPCR法でノックダウン効果を評価したところ多くの臓器で高いノックダウン効果が得られた。肝臓、腎臓、脾臓などの腹部臓器のほか坐骨神経でも高いノックダウン効果が得られた。脳では25～35%程度、脊髄では20%程度のノックダウン効果が得られた。in site ハイブリダイゼーションでノックダウン効果が低い細胞も認められたがこれらは細胞への取り込みの差と考えられた。
ASOは血液脳関門を通過しないことが知られている。Gene Hungらの報告では脳や脊髄でもわずかなノックダウン効果が得られたが、抗ASO抗体で脳を免疫染色すると神経細胞やグリア細胞にASOを示す蛍光は認められなかった。彼らはASOが作用したのは神経細胞ではなく、脈絡叢や第三脳室や第四脳室や脳室周囲器官など血液脳関門をもたない部位でのノックダウン効果と考察した。

#### ASOの設計
ASOの分子設計はASOの分子構造、ASOの配列、ASOの機能化の観点から行われる。

##### 分子構造
ASOを医薬品として用いるための最低限の要件は厳密な塩基配列認識能、ヌクレアーゼ耐性、細胞内移行性、代謝性である。Ts’oらは研究当初から細胞内移行性に着目し、リン酸ジエステル結合の負電荷をリン酸トリエステル型にすることで消し去り、細胞内移行性を高めようとした。それ以後、実に多くの修飾核酸がASO分子として開発された。それらは核酸塩基部位の修飾（新規人工核酸塩基）、リボースの修飾、リボース環自体の改変、リン原子関連修飾（メチルホスホネート型やホスホロチオエート型）、リンケージの修飾（非リン酸型）に分類される。
第一世代のASOは主にリン原子関連修飾によって設計されたものであり、とりわけPS-オリゴは最も優れたアンチセンス効果を示してきている。1990年代には第二世代ASOが開発された。Ionis社が開発した2’-O-アルキル型は第一世代よりも高い効果を示している。さらにBNAやLNA など改変されたリボース環をもつ第2.5世代の核酸医薬も開発されている。その他、ASOの新規構造体設計時に求められるポイントしてはRNAとの結合安定性（Tm値など）、ミスマッチ配列認識能、ヌクレアーゼ耐性、RNaseH活性、科学的な安定性、脂溶性または水溶性、蛋白質との結合性があげられる。

##### 配列
ASOが機能を発揮するためには対象RNAと二重鎖を形成することが必須である。しかし細胞内でどのように二重鎖を形成するのかは不明な点が多い、RNAの高次構造中に一本鎖領域が存在し、その部位にASOが結合する場合と、ASOがRNA鎖の二重鎖領域の一方の鎖と競合的に作用して結合する場合が考えられる。極めて安定なステム領域にASOが結合することは不可能であるので、配列決定の際には対象RNAの高次構造の情報が必要である。しかしRNAの立体構造の多様性はDNAの立体構造よりもはるかに多く、その決定法や評価法は確立していない。大阪大学の小比賀聡らは2016年現在のこの状況を踏まえてASOの配列のデザインでは標的RNAの二次構造、他の動物種とのホモロジー、ASOの二次構造、化学修飾、毒性発現に関わるモチーフ、オフターゲット効果、配列長に注目するべきと述べている。標的RNAの二次構造がステムかループかあるいは蛋白結合部位かによってASOのアクセス効率は大きく異なる。またASO自体、ヘアピン構造やダイマー形成をすることでアクセス効率が低下することがある。ヘアピン構造やダイマー形成には回文構造の配列の場合に起こる。

##### 高機能化
核酸構造の修飾だけでは理想的なアンチセンス効果は期待できない。そのためASOの分子設計のひとつの方向性としてASOの高機能化があげられる。高機能化では高分子医薬品で利用される様々なDDSの技術が用いられる。脂溶性物質やPEG、膜透過性ペプチド、抗体などをコンジェゲートすることで経口投与可能なASOや血液脳関門を通過するASOなどをデザインするのが目的である。代表的なコンジュゲート物質として脂溶性分子やビタミン、ポリアミン・カチオン性基、膜透過性ペプチド、糖鎖などは細胞内への移行性を改善させるために用いる。切断活性を有する基などを用いてプロドラック化なども検討される。

### RNAi

#### 歴史
RNAi（RNA interference、RNA干渉）とは外から細胞内に導入された二本鎖RNA（double-stranded RNA、ds-RNA）によって配列特異的に標的RNAが分解され、結果として標的遺伝子の発現が抑制される現象である。RNAiが最初に報告されたのは1998年にFireとMelloらによる線虫を用いた研究である。線虫ではそれ以前から一本鎖RNA（single-stranded RNA、ssRNA）を体内に注入することで、配列特異的に遺伝子発現を抑制できることが知られていた。彼らはこの現象が、実は調整したssRNAにごく微量に含まれているdsRNAによるものであり、dsRNAを用いることで効率的に遺伝子発現を抑制できることを発見した。精製してdsRNAを除いたssRNAではほとんど抑制効果を示さなかったのに対してdsRNAを用いた場合は殆どの遺伝子で95%以上もの抑制効果がみられた。その後、植物におけるcosuppression現象やウイルス感染から誘導される遺伝子発現抑制現象（virus-induced gene silencing）などが同様なしくみで起こる現象であると判明した。

#### 機序
RNAiは細胞内に導入されたdsRNAまたはsiRNAが引き金となって起こされる。細胞内に導入されたdsRNAはRNaseⅢファミリーに属する蛋白質であるDicerによって21～25塩基程度の低分子RNA（small interfering RNA、siRNA）へ切断される,。Dicerはヒトや線虫において1種類、ショウジョウバエでは2種類、植物では4種類報告されている。siRNAはATP依存的な巻き戻しを受けて一本鎖となり、他の因子とともにRISC (RNA-induced silencing complex)を形成する。RISCはsiRNAをガイド分子として相補的な配列をもつ標的RNAを認識し、siRNAの中央部分で切断して分解へ導く。標的RNAを切断する活性をもつ因子はSlicerとよばれている。
Dicerによって作り出されたsiRNAは次のような特徴をもつ。siRNAは長さ21～25塩基程度のdsRNA（siRNA duplexとよぶ）であり、3’末端に2塩基の突出（オーバーハング）をもつ。またRNAi活性には5’末端のリン酸基が必要である。リン酸基をもたないsiRNAであっても、生体内でリン酸化を受けるためRNAi活性を示すが、5’末端を修飾してリン酸化を抑制すると活性は消失する。RISCの構成因子としてArgonaute蛋白質が知られている。代表例はAGO2である。

##### RISC形成
20～30塩基の小分子ncRNAに関しては共通するエフェクター複合体であるRISCに関して主に述べる。small RNAのうち、siRNAとmiRNAは由来や構造は異なるが、ともに生合成の中間体として二本鎖RNAの状態を経由するため、RISC形成過程には共通点が多い。siRNAはウイルス感染など外因性の長い二本鎖RNAや両方向あるいは逆位反復配列の転写などによる内因性の長い二本鎖RNAを前駆体とし、Dicerとよばれる酵素による切断を受け、siRNA二本鎖として生合成される。一方でmiRNAはpol Ⅱまたはpol Ⅲによって合成された一時転写産物（pri-miRNA）が、核内でDroshaとよばれる酵素による切断を受けて、30塩基程度の二本鎖領域を含むヘアピン型の前駆体miRNA(pre-miRNA)が作られた後、細胞質に輸送され、さらにDicerにループ部分を切り落とされることによりmiRNA/miRNA*二本鎖として生合成される。siRNA二本鎖もmiRNA/miRNA*二本鎖も、ともに21～23塩基程度の二本鎖RNAであり、二本鎖の5’末端にはリン酸基を、3’末端には2塩基程度の突出構造（オーバーハング）をもつ。これに対して、small RNAのエフェクター複合体であるRISCにはArgonaute蛋白質と一本鎖RNAのみが含まれる。したがってsiRNA二本鎖やmiRNA/miRNA*二本鎖がRISCを形成するためには少なくとも「Argonaute蛋白質の小分子RNA二本鎖への積み込み」と「Argoneute中での二本鎖の引き剥がしと片鎖の排出」という2段階の反応が必要になる。このとき排出される方の鎖をパッセンジャー鎖、最終的にRISC中で標的mRNAにかかわる方をガイド鎖とよぶ。
二本鎖RNAのArgonauteへの積み込み
siRNA二本鎖あるいはmiRNA/miRNA*二本鎖が二本鎖のままArgonauteに入った状態をpre-RISCとよぶ。Pre-RISCは小分子RNAとArgonauteが自発的に結合することによって作られるわけではなく、Hsc70やHsp90を中心とする分子シャペロンによるATPの加水分解が必要であることが知られている。シャペロンはRNAと結合していないArgonauteの構造を大きく変化させることにより、ArgonauteがsiRNA二本鎖やmiRNA/miRNA*二本鎖を取り込めるような状態を作り出していると考えられている。piRNAのような一本鎖RNAもRISCを形成するがこの機序は十分に明らかになっていない。取り込まれた二本鎖のうちどちらの鎖がガイド鎖でどちらの鎖がパッセンジャー鎖になるかはRNA二本鎖がArgonauteに積み込まれる際の方向によってすでに運命づけられている。ArgonauteのMIDドメインとPIWIドメインの境界面付近には、リン酸基結合ポケットがあり二本鎖RNAがArgonauteに積み込まれる際にはガイド鎖の5’末端のリン酸残基がこのポケットに固定される。Argonauteとガイド鎖のリン酸骨格の間には多くの特異的相互作用が生じることが知られている。一方でパッセンジャー鎖とArgonauteの間に生じる相互作用は極めて少ない。
Argonaute中でのRNA二本鎖の引き剥がしと片鎖の排出
Argonauteに方向性をもって積み込まれたRNA二本鎖は少なくとも2つの異なる様式で一本鎖化され、RISC（mature-RISC）を形成する。RNAを切断する活性をスライサー活性という。ArgonauteのPIWIドメインはRNase H様の構造をもっており、Argonauteの中にはスライサー活性を持つものがある。例えば、ヒトやショウジョウバエのAgo2はスライサー活性をもつが、ショウジョウバエAgo1のスライサー活性は非常に弱く、ヒトのAgo1、Ago2、Ago4はスライサー活性を持たない。スライサー活性をもつヒトやハエのAgo2に、siRNA二本鎖のような完全に相補的な二本鎖RNAが積み込まれるとパッセンジャー鎖の中央が切断される。この切断によってガイド鎖－パッセンジャー鎖間の熱力学的安定性は大幅に低下し、パッセンジャー鎖が排出され、ガイド鎖のみがArgonauteに固定された状態、すなわちRISC（mature-RISC）が生じる。
一方でスライサー活性を持たないArgonauteの場合、あるいは天然のmiRNA/miRNA*二本鎖に多く見られるように中央付近にミスマッチを含むようなRNA二本鎖がArgonauteに取り込まれた場合には、パッセンジャー鎖の切断は起こらない。しかしそれでもArgonauteによってゆっくりと二本鎖が引きはがされ、Argonauteにしっかりと固定されていない方の鎖、すなわちパッセンジャー鎖が排出されRISCが形成される。このとき、二本鎖RNAのガイド鎖の5’末端から数えて2 - 7塩基目のseed領域あるいは12~15塩基目の3’supplementary領域にミスマッチがあると引き剥がしの速度は飛躍的に向上する。実際、天然のmiRNA/miRNA*二本鎖は中央部分に加えてこれらの領域にミスマッチを含むことが多く、RISC形成における二本鎖RNAの積み込みとパッセンジャー鎖の排出の両方のステップに適した構造をとっているといえる。

##### RISCの機能
RISCは自身がもつガイドRNAと相補的な標的配列をもつRNAに結合し、標的を切断したり、翻訳の抑制やポリA鎖の短縮などを引き起こす。一般に小分子RNAがどのように働くかはsmall RNAの生合成過程よりもむしろ、取り込まれるArgonaute蛋白質の性質に依存する。いいかえれば、small RNAはArgonauteを標的RNAへ導くガイドとしての働きをしているだけであり、実際の機能を発揮しているのはArgonaute蛋白質である。スライサー活性をもつArgonauteがガイド鎖と相補性の高い標的配列に結合した場合にはパッセンジャー鎖の切断と全く同じメカニズムにより標的mRNAを切断する。これに対してスライサー活性を持たないArgonauteの場合、あるいはガイド鎖と標的配列の中央付近にミスマッチが存在する場合には切断は起こらないが、標的配列上に結合し、下流のサイレンシング因子をよびこむ足場として機能する。
一般にsiRNAは相補的な長い二本鎖RNAから作られるため、siRNAの配列は自身が由来するRNAと完全に相補的であり、その切断を行うことができる。一方でmiRNAは標的mRNAとの相補性がseed領域（あるいはseed領域に加えて3’supplementary領域）に限定される場合が多く、一般に切断は行わずに翻訳抑制などのサイレンシングを誘導する。例外として哺乳類のmiR-196はHOXB8 mRNAに対してほぼ完全に相補的であり、その切断を行うことが知られている。またsiRNAなどの小分子RNAは1つの細胞の中で働くわけではなく、細胞間、あるいは組織間あるいは世代間のシグナルとして働くことが知られている。シグナルとして働く場合もRISCあるいは何らかのRNA-蛋白質複合体としてシグナル伝達していると考えられている。

#### デリバリー
静脈内投与のような全身投与でsiRNAを作用させるには多くの障壁がある。siRNAのみでは生体内で標的臓器および細胞にデリバリーされないため、何らかの形でDDSを付加する必要がある。リポソームやナノ粒子がよく知られたDDSであるがコレステロール-siRNAコンジュゲートも優れたデリバリー効果を示す。コレステロール-siRNAコンジュゲートは2004年にsiRNAのベンチャー企業であるアルナイラム社によって報告された。siRNAのセンス鎖の3’末端にピロリジンリンカーを介してコレステロールが結合したものである。血漿蛋白質であるアルブミンとの親和性を示し、siRNA単体と比較して血中半減期が長くなっている。また、ヌクレアーゼ耐性化を目的としてホスホロチオエート結合と2'-O-メチル化がなされている。アポリポタンパク質Bに対するコレステロール-siRNAコンジェゲートを50mg/kgで静脈内投与することで肝臓および空腸においてmRNA抑制効果が認められた。RACE (rapid amplification of cDNA ends)-PCR法によるRNAi特異的なmRNA切断断片を検出することでRNAiが誘導されたことを証明している。2007年にはコレステロール-siRNAコンジュゲートがLDLおよびHDLと相互作用し、その取込にはそれぞれLDL受容体およびスカベンジャー受容体クラスBタイプ1（SR-B1）が必要であることも示された。本技術はsiRNAを静脈内投与によりRNAiを誘導した世界初の報告例である。脂溶性が高まるにつれ修飾siRNAが結合する血清蛋白質はアルブミン、HDL、VLDLに変化する。脂溶性が低い場合は腎臓に分布するがコレステロール-siRNAコンジュゲートのように脂溶性が高いと肝臓に分布する。コレステロール-siRNAコンジュゲートを血液脳関門を構成する脳微小血管内皮細胞にデリバリーした報告もある。
また東京医科歯科大学の横田らは、Toc（天然型ビタミンE、トコフェロール）を結合させたsiRNAが高い肝臓・脳集積性とRNA抑制効果を示すことを報告している
。
コレステロールやトコフェロールのような脂溶性化合物修飾以外に重要な薬物動態を制御する修飾としてGalNAc修飾が知られている。GalNAc修飾はポルフィリン症に対するsiRNA医薬であるギボシランで応用された技術である。GalNAc修飾siRNAは肝細胞に特異的に発現するアシアロ糖タンパク質レセプターを標的として肝細胞に特異的に取り込まれる。GalNAc修飾したsiRNAはクッパー細胞や類洞内皮細胞よりも肝細胞に分布するように薬物動態が変化する。この薬物動態変化はsiRNAだけではなくASOでも同様に認められる。

#### siRNAの設計
哺乳類においては約30塩基以上の長いdsRNAを細胞内に導入すると抗ウイルス応答であるインターフェロン応答が生じ、アポトーシスの引き金となるPKRなどが活性化され細胞が死滅してします。化学的に合成されたsiRNAをヒトの培養細胞に導入することでインターフェロン応答を引き起こすことなく効果的に標的遺伝子の抑制が可能である。

##### 配列
Tuschlらのグループが提唱した初期のガイドラインでは以下のようなものである。まず、5’、3’の非翻訳領域（UTR）を避けて、開始コドンから50～100塩基下流の翻訳領域からターゲットとなる領域を選択し、さらにGC含量が50%程度のAA(N19)TTという配列を選ぶ。もしターゲット領域内でそのような配列が見つからない場合にはAA(N21)もしくはCA(N21)で代用し、対応するsiRNAを作成するのがよいとされた。またオーバーハングに関しては、標的配列との相同性は必須ではなく、UUまたはTTが推奨された。しかしこのようなガイドラインには根拠がないという意見もある。

### アプタマー
核酸アプタマーとは標的分子に特異的に結合する一本鎖のRNAまたはDNA分子である。その塩基配列に依存して種々の三次元立体構造をとることで標的分子に結合する。このアプタマーは米国のGilead Sciences社がRNAライブラリーから効率よくアプタマーを識別する技術であるSELEX法（試験管内人工進化法）を開発している。その権利がArchemix社（治療）とSomaLogic社（診断）のほぼ独占状態である。抗体よりも高い特異性をもち、化学的に合成できる核酸医薬である。権利の問題でアプタマーの実用化が遅れているという意見もある。加齢性黄斑変性症の治療薬であるペガプタニブが唯一の実用化したアプタマーである。

### デコイ
デコイ核酸とは転写因子結合配列と同じ配列を持つ二本鎖 DNAで、転写因子と結合することで目的遺伝子の発現を抑制する核酸医薬である。NF-κBのデコイが知られている。NF-κBのデコイはNF-κBによる転写活性化を抑制するがステロイドの抗炎症作用と重複しており、またステロイドのような多様な作用は示さず、より安全なアトピー性皮膚炎の治療薬として期待されている。

## 薬物動態学

### 体内分布

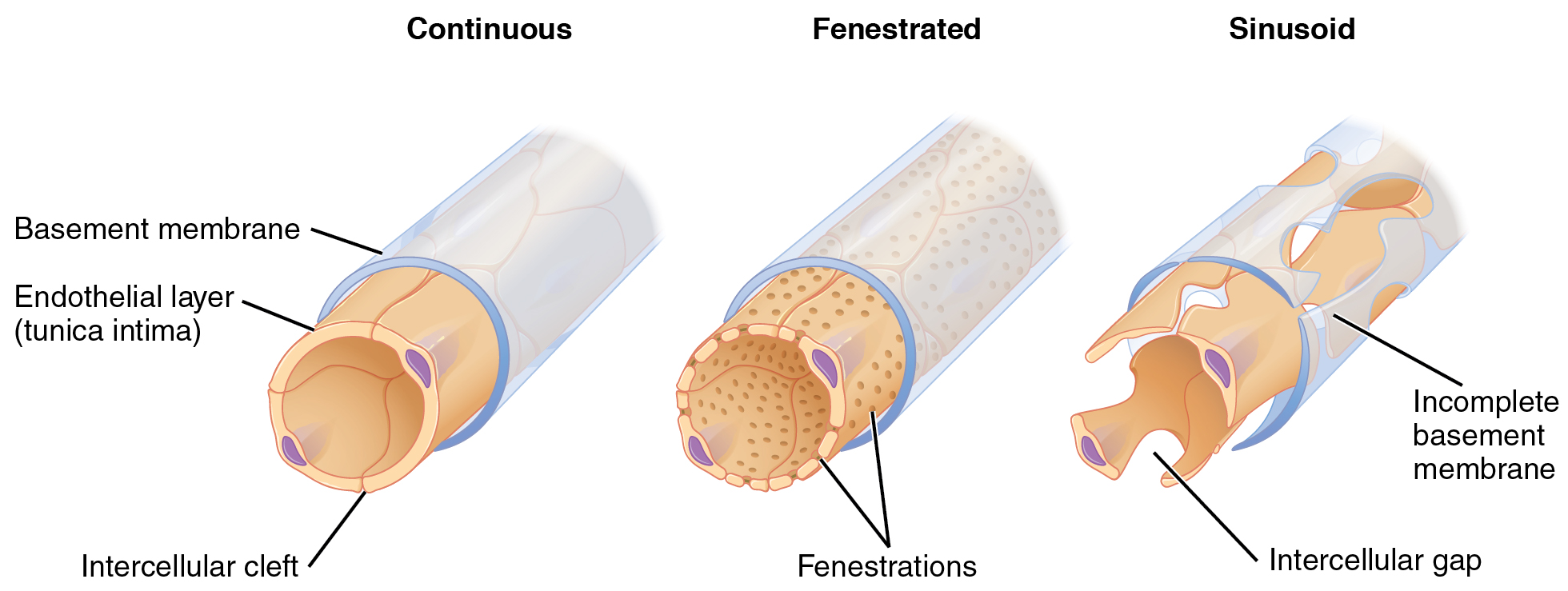
3種類の毛細血管を示す。連続型毛細血管が毛細血管でもっとも一般的なタイプであり筋組織、皮膚、結合組織、肺、外分泌腺、胸腺、神経組織などに存在する。連続性毛細血管では分子量1kDa以上の水溶性分子はほとんど透過しない。有窓性毛細血管は腎臓、腸管、脈絡叢、内分泌腺など組織と血液間での迅速な物質交換を必要とする臓器でみられる。孔の径は50～80nm程度である。非連続性毛細血管は肝臓、脾臓、一部の内分泌器官、骨髄などで見られる。非連続性毛細血管では径1μmを超えるものから、50nmほどの小さい孔まである。
核酸医薬を含めた高分子医薬品は毛細血管の透過性に制限が加わるため不均一な分布を示すことが薬物動態学上は最も大きな特徴となる。

薬の動態は脂溶性や分子量や電荷などに代表される薬物の物理化学的性質と血流や臓器サイズなどの生体側の特徴で決まる。薬物の分子量が大きくなるにつれて薬物が移行可能な臓器や組織は制限される。特に脳や筋肉では毛細血管の内皮細胞が連続内皮であるために毛細血管の透過は制限される。核酸医薬の基本単位であるヌクレオチドの分子量は310～330程度であり、修飾核酸でもその値は大きく変わらないことが多い。核酸医薬では最小のもので分子量4,000程度であり、2本鎖RNAであるsiRNAの場合は分子量13,000程度になる。分子量4000程度の最小の核酸医薬であっても連続内皮の毛細血管を自由に通過することはできない。分布可能な臓器は肝臓、脾臓、腎臓、骨髄など有窓内皮、不連続内皮から構成される毛細血管のある臓器である。例外として固形がん組織では正常組織と比べて新生血管の増生と血管壁の著しい透過性の亢進があることから数十nmサイズのキャリアが固形がん組織に集積しやすいことが知られEPR効果（enhanced permeation and retention effect）といわれる。EPR効果によって高分子が蓄積しやすい固形腫瘍には核酸医薬も到達可能である。実際に静脈内や腹腔内に投与された核酸は、これらの臓器に集積する傾向がある。もうひとつの例外が筋ジストロフィーにおける筋組織である。通常は筋組織は連続型毛細血管をもつため核酸医薬は通過できない。しかし筋ジストロフィーのように筋細胞の壊死・再生が活発な病態では筋組織に効率よくオリゴヌクレオチドが取り込まれる。
分子量が約40,000以下の高分子の場合、あるいは5nm未満のサイズの場合は腎臓の糸球体濾過も体内動態を決定する過程として重要である。タンパク結合率が低い場合には、循環血液中の核酸医薬は速やかに糸球体濾過によって血中濃度が減少する。またマクロファージなどの細胞に発現するスカベンジャーレセプターなどは、ポリアニオンを認識し、これをエンドサイトーシスにより取り込み、分解することが知られている。天然型の核酸はリン酸ジエステル結合を有するポリアニオンであることから、ポリアニオンを認識する機構により除去されることが報告されている。特に100nm以上のサイズになると肝臓や肺などに存在する貪食細胞によって認識されやすく排除されてしまう。
天然型のリン酸ジエステル結合からなる核酸はヌクレアーゼにより速やかに分解される。核酸医薬の作用は量反応関係があるため分解や消失による濃度減少を抑制することは非常に重要である。核酸が体内で速やかに分解される現象の対策としてホスホチオエート化に代表される安定化誘導体が開発されてきた。また多くの核酸医薬は腎糸球体の濾過の閾値よりもサイズが小さい。したがって、血液中で血漿タンパク質と結合しない場合は速やかに腎排泄される。この過程は分子サイズに依存することからポリエチレングリコール（PEG）などの高分子修飾や高分子修飾やタンパク結合性を増大することで速やかな腎排泄の制御が可能と考えられている。

### 細胞膜透過
核酸医薬のようなオリゴヌクレオチドは細胞にとって不要であるため細胞内への移行は大きく制限されると考えられている。一般的にオリゴヌクレオチドを含める高分子は主にエンドサイトーシスによって取り込まれる。よく知られた核酸医薬のエンドサイトーシスに関わる受容体を下記のようにまとめる。
| 受容体       | リガンド        | 細胞                                 |
| ------------ | --------------- | ------------------------------------ |
| MSR1         | PO DNA          | マクロファージ、樹状細胞             |
| MAC-1        | PS DNA          | 多核白血球、マクロファージ、樹状細胞 |
| MANB         | calf thymus DNA | マクロファージ、B細胞                |
| DEC-205      | PS CpG DNA      | 胸腺上皮細胞、樹状細胞               |
| AGER         | PS/PO CpG DNA   | マクロファージ、内皮細胞             |
| MRC1         | PS CpG DNA      | マクロファージ、樹状細胞             |
| stabilin-1,2 | PS DNA          | 培養細胞                             |

細胞内移行後も細胞膜を通過していないため、オリゴヌクレオチドが細胞質や核に移行する可能性は非常に低い。一般的にエンドサイトーシスによって取り込まれた分子はエンドソームへ輸送され、その後、加水分解酵素を含むリソソームへ輸送され、分解される。膜透過性の乏しい活性分子の透過性改善を目的としてDDSの分野では様々な方法が提唱されている。その多くは核酸医薬に対しても適応されている。その一例としてはコレステロールなどの脂溶性化合物を利用した修飾があげられる。これは、水溶性高分子である核酸医薬の疎水性を増大することで、細胞膜との相互作用を高め、結果的に細胞膜を介する輸送効率を高めることを目的としたものである。コレステロールの他には膜透過ペプチドや正電荷を有するアルギニン誘導体などを結合させる方法やリポソームなどの脂質微粒子やポリカチオンなども開発されている。核酸と細胞膜との相互作用の増大と膜構造不安定化により、核酸医薬の膜透過性改善は実現可能と考えられている。
細胞膜の透過に関しては一本鎖のアンチセンス核酸と二本鎖のsiRNAでは異なる点がある。アンチセンス核酸の場合は培養細胞の実験の場合は数100nMまで濃度を挙げると細胞内に取り込まれるが、二本鎖のsiRNAは取り込まれない。またアンチセンス核酸はGapmer型アンチセンスでもスプライシング制御型アンチセンスであっても核内で機能するため核膜を通過する必要がある。siRNAは細胞質で作用するため核膜を通過する必要はない。

### DDS技術の利用
アンチセンスDNAを単独で血中に投与した場合、血中に存在する分解酵素によるアンチセンスDNAの分解、腎臓からの排出、およびアンチセンスDNA自体が水溶性アニオン性高分子であるため細胞透過性が低いことなどから標的組織・細胞内に到達できず治療効果が得られない。siRNAを利用したRNA干渉はアンチセンス法に比べて標的mRNAを切断する効率が高く、低濃度で効果が得られ、また配列を比較的容易に選択できる。しかしsiRNAも標的組織・細胞内にデリバリーされて効果を発揮する点ではアンチセンスDNAと同様であり、効率的なデリバリーシステムと組み合わせることが重要である。
効率的なキャリアを設計するうえで重要なことは、生体組織との非特異的な相互作用を極力小さくすることである。一般に細胞表面や血清蛋白質などの生体組織はアニオン性であることからカチオン性のキャリアは強い組織吸着性を示し血中投与に適していない。また、キャリアの大きさを把握することも非常に重要である。5nm未満のようにキャリアが小さすぎると腎臓で濾過作用を受けて尿として体外に排出されてしまい、100nm程度より大きいと肝臓や肺などに存在する貪食細胞によって認識されやすく排除されてしまう。固形がん組織では正常組織と比べて新生血管の増生と血管壁の著しい透過性の亢進があることから数十nmサイズのキャリアが固形がん組織に集積しやすいことが知られEPR効果（enhanced permeation and retention effect）といわれる。
核酸医薬をデリバリ-する微粒子キャリアにはリポプレックス、ポリプレックス、リポポリプレックスといった微粒子キャリアが知られている。どのキャリアでも以下のような機能が付加されていることが多い。
PEG化
血中滞留性や安定性の向上のために外殻または表層にPEGを用いることが多い。PEG化によって血液成分との非特異的な相互作用が低下する一方で、標的細胞への侵入効率も低下してしまう。これをPEGのジレンマという。PEGのジレンマの解決のためにPEGの先端にリガンドを導入することもある。
表面電荷の調整
バイオアベイラビリティや安全性を考慮して表面電荷を調整することができる。細胞表面は負に帯電しているため細胞表面へのアクセスを狙ってカチオン性のDDS技術がよく用いられてきた。しかし電荷を中性の非カチオン生にすることで生体内の非特異的な吸着を防いだり毒性を低減したりすることもできる。
表層リガンド
標的指向性を高めるために表層にリガンドの導入が可能である。核酸医薬そのものにコンジェゲートさせる場合と比較して、表層に導入するリガンド量（またはリガンド率）の調整ができることから、標的との親和性を調整できることが可能である。細胞表面の受容体に対するリガンド分子や抗体分子をキャリア表面に連結し、受容体介在型エンドサイトーシスによって目的細胞への取り込みを促進することができる。
細胞内動態制御
細胞に内在化してから細胞内に放出されるまでの動態を制御することができる。例えばエンドサイトーシスにより細胞内に取り込まれた後に、リサイクリング経路によって細胞外へ排出されたり、分解経路によって失効してしまうのを防ぐべく、エンドソーム内ではpHが低下して還元環境となる性質を利用して、封入した核酸医薬を放出したりエンドソームからの脱出を狙ったりするためのシステムを搭載できる。

#### リポプレックス
リン酸基に由来する負電荷を豊富にもつ核酸分子をカチオン性リポソームと混合すると静電的相互作用によって自発的に複合体を形成する。この複合体をリポプレックスという。基本的に正電荷を帯びるリポプレックスは負電荷を帯びる細胞表面に吸着後、細胞内へ効率的に取り込まれ、エンドソームから細胞質内に移行した核酸は機能を発揮することができる。In vitroで培養細胞に遺伝子を導入するためのトランスフェクション試薬として開発された種々のカチオン性脂質とエンドソームからの放出を高める膜融合性の中性脂質を混合したリポソームなどがin vivoでも応用されている。ガラクトース、マンノースといった糖鎖や葉酸などで表面を就職してレセプターを介して細胞特異的に送達されるリポプレックスも開発されている。
Tekmira社がリポソームの脂質成分を徹底的にスクリーニングして開発したSNALPがよく知られている。膜融合活性に優れた独自のpH応答性カチオン性脂質を含み、エンドソーム内の酸性環境下で中性からカチオン性に変化して効率的に膜融合を誘起する特徴をもつ。パチシランはSNALPを用いて静脈内投与にて肝臓にsiRNAを送達してトランスサイレチン型アミロイドーシスを治療する核酸医薬である。

#### ポリプレックス
カチオン性ポリマーと核酸分子との複合体がポリプレックスである。高分子ミセルがその代表であり、主に悪性腫瘍を対象として開発されている。高分子ミセルではPICミセルがよく知られている。東京大学大学院工学系研究科の片岡一則教授らはDNAを内核に保持し、外殻を生体適合性物質で覆うナノ粒子キャリアに注目している。PICミセル（ポリイオンコンプレックスミセル）は親水性で生体適合性の高いポリエチレングリコール（PEG）鎖とカチオン性高分子鎖をブロック状に連結したブロック共重合体が、水中でポリアニオンであるDNAやRNAと静電相互作用を駆動力として自律的に多分子会合した構造物を形成したものである。PICミセルは効率的にプラスミドDNAやアンチセンスDNAやsiRNAを内包することができる。しかし鎖長の短い核酸を内包したPICミセルは安定性が十分ではなく、一定の濃度以下ではミセルの解離が起こってしまう。

#### リポポリプレックス
カチオン性リポソームとカチオン性ポリマーの両キャリアを併用して調整した核酸分子との複合体がリポポリプレックスである。リポポリプレックスにPEG修飾や膜透過性ペプチドの導入をはじめ様々な機能を組み込んだものが北海道大学の原島秀吉らが開発したMEND（multifunctional envelope nano device）である。

### 局所投与
組織内に局所投与する場合は、核酸医薬は分子量が大きいため周囲への拡散性が小さく、注入局所に留まる傾向がある。また注入溶液による組織内圧の上昇、針の刺入による細胞膜への障害などにより投与された核酸医薬が直接細胞質に到達する。これは核酸医薬よりも巨大なサイズのプラスミドDNAを用いた場合でも認められる現象である。

## 核酸医薬による神経疾患の治療
神経疾患のみならず、核酸医薬全般の最大の問題点は標的臓器または標的細胞へのデリバリーである。具体的にはsiRNAはなんらかのドラッグデリバリーシステムを付加する必要がある。一方ASOは核酸間リン酸結合のホスホロチオエート化によってアルブミンをはじめとした血中の生体内分子と結合して様々な臓器にデリバリーされることが示されているがアルブミンの性質上、標的臓器または標的細胞特異的なデリバリーにはならない。核酸医薬のベクターとしてカチオニックリポソームやそれに様々な修飾を加えたものがある。これらのベクターの中には効率よくsiRNAをデリバリーさせるものも報告されているが、肝機能障害を代表とする副作用が指摘されている。またリポソームはその性質上肝臓に集結するため、中枢神経系を含めた肝臓以外へのデリバリーが困難となる問題が存在する。
核酸医薬だけでなく、広く中枢神経疾患に対する治療薬を検討する際に最大の問題点となるのが血液脳関門の存在である。血液脳関門を通過する分子は分子量500Da以下の疎水性低分子とされており、核酸医薬のような親水性高分子（ASOの場合は分子量5,000Da程度、siRNAの場合は分子量14,000Da程度）を血液脳関門を通過して脳内に薬物を届ける方法は未だ確立していない。各投与法の利点と欠点を表にまとめる。
|            | 利点                                             | 欠点                                             |
| ---------- | ------------------------------------------------ | ------------------------------------------------ |
| 静脈内投与 | 脳全体にデリバリーさせることが可能である         | 血液脳関門通過が困難                             |
| 皮下投与   | 頻回投与が容易                                   | 血液脳関門通過が困難、有効性が低い               |
| 脳室内投与 | 有効性が高く、局所投与のため全身の副作用が少ない | 外科的処置を要し、侵襲性が高い                   |
| 髄腔内投与 | 有効性が高く、局所投与のため全身の副作用が少ない | 脳室内投与よりも侵襲性が低いが処置が簡便ではない |
| 経鼻腔投与 | 最も簡単かつ安全な投与方法である                 | 有効性が低く、特殊なデリバリー担体が必要である   |

### 静脈内投与
静脈内投与は投与した薬物が直ちに循環に入り、急速に血漿濃度を高めることができる投与法である。バイオアベイラビリティは1.0となる。筋肉内注射や皮下注射と比べると大量の薬物投与が可能である。短所としては急速に血漿濃度が高まるため望ましくない作用も急激に起こりうること、塞栓、出血、感染などの危険を伴うことがあげられる。静脈内投与により血液脳関門を通過させて神経細胞に核酸医薬をデリバリーさせる方法は少ないがいくつか報告されている。特定物質のコンジュゲートによってASOを中枢神経へ送達する方法が知られている。膜透過ペプチドを用いる方法、抗体を用いる方法、脂質を用いる方法などがある。また中枢神経系には送達されないがN-アセチルガラクトサミン（GalNac）は肝細胞内へ送達し家族性アミロイドポリニューロパチーの治療へ応用可能という点は注目に値する。抗体のコンジェゲートの例としてはトランスフェリン受容体に対するモノクローナル抗体をASOにコンジュゲートし受容体介在性エンドサイトーシスの機序で中枢神経系へASOを送達したという報告がある。膜透過ペプチドをASOにコンジェゲートする方法も知られている。アルギニンを多く含む膜透過ペプチドを用いると大脳および小脳へASOを送達することができる。しかしアルギニンを多く含む膜透過ペプチドを用いた方法は血液脳関門への選択性が乏しく様々な臓器への核酸医薬の移行性を高める。副作用としては行動異常、体重減少、腎障害といった副作用が報告されている。脂質ナノ粒子（lipid nanoparticle、LNP）にトランスフェリン受容体に対するモノクローナル抗体を結合させ受容体介在性エンドサイトーシスの機序でASOを中枢神経に送達するという報告もある。
siRNAではペプチドを用いて神経細胞に送達させたという報告がある。またインスリン受容体やトランスフェリン受容体など、脳血管内皮細胞に発現している受容体に対するモノクローナル抗体をリポソームに結合させ、siRNAを内包してデリバリーさせる方法が報告されている。またsiRNAに狂犬病ウイルス外殻の一部の糖蛋白配列（rabies virus glycopretein、RVG）を結合させる方法が報告されている。RVGはアセチルコリン受容体に対するリガンド配列となっており、アセチルコリン受容体は脳血管内皮細胞および神経細胞に発現していることから、静脈内投与により神経細胞に特異的にデリバリーさせることが可能とされる。RVGをsiRNAに静電的に直接結合させる方法やエクソソームにRVGを発現させ、siRNAを内包させる方法などが報告されている。最大の問題はRVGの合成が容易でなく、医薬品化する際の精製は困難であると考えられている点である。グルコース修飾高分子ミセルといったナノマシンもASOやsiRNAのデリバリー方法となる可能性もある。
核酸自体を修飾するのではなく血液脳関門のタイトジャンクションを制御することでASOをはじめとした高分子医薬品を送達する方法も考案されている。代表例が収束超音波法（high-intensity focused ultrasound、HIFUまたはFocused ultrasound、FUS）である。収束超音波法は外科的処理を必要とせず一過性にタイトジャンクションに作用して送達される。しかし収束超音波法は無菌性の炎症を誘発すると報告されている。トリセルラータイトジャンクションに存在するangulin-1に結合するウェルシュ菌のイオタ毒素由来のリコンビナント蛋白質angubindin-1を利用してASOを中枢神経系へ送達したという報告もある。
また脳血管内皮細胞自体を標的としたデリバリーも選択肢の一つとなる。脳梗塞や多発性硬化症といった脳血管内皮細胞が病変の場となる疾患だけでなく、アルツハイマー病などの神経変性疾患においても脳血管内皮細胞が病変の一端を担っているという報告がなされている。脳血管内皮細胞に対する標的遺伝子の発現抑制の方法としては、siRNAを大量の輸液とともに静脈内投与することで圧力をかけて投与する方法（ハイドロダイナミクス法）やHDLをベクターとしてコレステロール結合siRNAを静脈内投与する方法が報告されている。血液脳関門と同様に血液脳脊髄液関門（blood-cerebrospinal fulid barrier、BCSFB）を構成する脳脈絡叢についても中枢神経疾患の病態への関与が指摘されており、ASOを静脈内投与することによって脳脈絡叢における有効な標的遺伝子発現抑制が報告されている。

### 皮下投与
皮下投与は血漿濃度の上昇は筋肉注射よりも遅い。緩徐な効果発現を特徴とする投与方法である。油性や懸濁性の薬物が投与可能である。短所としては少量の薬物投与しかできない点があげられる。核酸医薬を皮下投与する方法も報告されている。肝細胞表面上のアシアロ糖蛋白のリガンドとしてN-アセチルガラクトサミンが知られている。N-アセチルガラクトサミンを化学修飾siRNAもしくはASOリンカーを介して結合させたものが開発されている。最大の利点は皮下投与が可能と成る点であり、静脈内投与による方法と比較して単回投与での有効性は劣るものの、複数回投与が容易であることから、家族性アミロイドポリニューロパチーのように核酸医薬を長期間投与する必要がある疾患に対しては有利と考えられている。家族性アミロイドポリニューロパチーは神経疾患であるが核酸医薬が作用しているのが肝臓であり中枢神経ではないことに注意が必要である。

### 脳室内投与
脳室内投与は血液脳関門を考慮する必要のない投与法であり、高い有効性を保って核酸医薬を神経細胞へデリバリーできる有力な方法であるが、最大の問題点は侵襲性が高いことである。siRNAとASOのいずれも数種の報告がなされている。ASOは静脈内投与と同様に核酸間リン酸結合のホスホロチオエート化された核酸を用いることが一般的であるため、ドラッグデリバリーシステムを考慮せず、そのまま投与されることがほとんどである。一方siRNAについては、そのまま脳室内投与した報告もあるが、より高い効果を得るために各種化学修飾を加えることやDDS素子を結合させる方法が報告されている。また通常二本鎖であるsiRNAを一本鎖にしたsiRNA(single-stranded siRNA、ss-siRNA)も報告されており、その脳室内投与でハンチントン病のモデルマウスを治療した報告がなされている。

### 髄腔内投与
髄腔内投与も血液脳関門を考慮する必要のない方法である。脳室内投与よりも侵襲性が低いが処置が簡便ではない。ASOは一般的に単独投与では血液脳関門を通過しにくいことから髄腔内投与で臨床試験が行われている。化学修飾をしたアンチセンスオリゴヌクレオチドを髄腔内投与すると脊髄の神経細胞とグリア細胞にアンチセンスオリゴヌクレオチドは取り込まれた。髄腔内投与の代表例が脊髄性筋萎縮症の治療薬であるヌシネルセンである。脳室内投与でsiRNAとASOのいずれも神経細胞に送達されるため髄腔内投与でも同様に分布すると考えられる。

### 経鼻投与
経鼻投与は最も侵襲性の低い方法で、脳室内投与同様に血液脳関門を無視することのできる方法である。簡便であることも利点であるが、鼻粘膜からの吸収率がとても悪いため、それを向上させる各種工夫が必要な点と、局所濃度が上がっても脳内全般に行き渡らない点が問題となる。化学修飾したsiRNA自体を投与する方法やデンドリマーをキャリアとする方法が報告されている。いずれも上記の問題点を解決する必要があるが、頻回投与などで解決できる部分もあると考えられ、今後の進展が期待される。

## 核酸医薬と免疫系
核酸医薬は脂質のコンジェゲートや微粒子キャリアを用いることが多いためウイルスに対する免疫系が関与することが多い。ウイルスに関与する免疫系は自然免疫系と適応免疫系の両者がある。自然免疫系の活性化によって適応免疫系が発動できる状況が準備され、適応免疫系の機能発現の一部は感染細胞や生体に不都合な分子を自然免疫系である貪食細胞に取り込ませることによってなされる。

### 自然免疫系
核酸医薬は自然免疫系に認識され副作用が起こることがある。自然免疫系は正常の宿主細胞には出現しない分子や構造、すなわち細菌の細胞壁に存在するLPS（lipopolysaccharaide リポポリサッカライド）、細菌や真菌の糖蛋白質末端のマンノース残基、ウイルスに特徴的な二本鎖RNA、非メチル化シトシンリン酸グアニン-オリゴデオキシヌクレオチド（CpG ODN）などの病原体関連分子パターン（pathogen-associated molecular pattern、PAMP）、壊死細胞、組織から放出されるダメージ関連分子パターン（damage-associated molecular pattern、DAMP）を認識して活性化する。適応免疫系で認識される抗原は突然変異により適応免疫系の監視から逃れるが、PAMPは微生物にとって宿主への感染能やコロニー形成に必須である。感染性微生物は自然免疫系の監視を逃れることはより困難である。PAMPやDAMPを認識するパターン認識受容体（pattern recognition receptor、PRR）はToll様受容体（Toll-like receptor、TLR）NOD様受容体（NOD-like receptor、NLR）、RIG様受容体（RIG-like receptor、RLR）、C型レクチン受容体（c-type lectin receptor、CLR）が同定されている。マクロファージ、樹状細胞、リンパ球、上皮細胞、内皮細胞に発現している。適応免疫系のT細胞受容体（TCR）や抗体と異なり、体細胞遺伝子組み換えは行われず多様性をもたない。
Toll様受容体
Toll様受容体（Toll-like receptor、TLR）はショウジョウバエの発生に必要な遺伝子として同定された。後に感染防御に必須な分子であることが判明したTollと相同性の高い遺伝子である。ヒトでは10種類のTLRが同定されている。微生物の構成成分を認識するTLR1、TLR2、TLR4、TLR5、TLR6は細胞表面に存在する。一方でDNAやRNAを認識するTLR3、TLR7、TLR8、TLR9は細胞内エンドソームに存在する。TLR3がウイルスのもつ二本鎖RNA（一本鎖RNAや二本鎖DNAは認識されない）を、TLR7およびTLR8が一本鎖RNAを、TLR9が非メチル化CpG DNAを認識する。TLRは特異的な分子によって活性化し二量体となりアダプター分子と結合しシグナルを下流に伝達する。アダプター分子としてはMyD88（myeloid differentiation maker 88）がよく知られている。MyD88以外ではTRIF、TIRAP、TRAMなどがアダプター分子である。TLR3とTLR4のシグナルの一部はMyD88非依存である。TLRからのシグナルはNF-κB（nuclear factor-kappa B）やインターフェロン制御因子などの転写因子を活性化し、Ⅰ型インターフェロンであるIFNα、IFNβやIL-1、IL-6、IL-17などのサイトカインの産生を誘導し、炎症を惹起する。パターン認識受容体から発生するシグナルは樹状細胞をより強力な抗原提示細胞に誘導し、抗原ペプチドをT細胞に提示することにより適応免疫との架け橋になる。多発性硬化症の動物モデルである実験的自己免疫性脳脊髄炎（EAE）ではTLR2、TLR4、TLR7やTLR9の活性化によって増悪し、TLR3の活性化は防御的に機能することが報告されている。
NOD様受容体
NOD様受容体（NOD-like receptor、NLR）は細胞質のDAMPとPAMPを感受する細胞質の受容体の大きなファミリーである。インフラマソームがよく知られている。AIM2インフラマソームは二本鎖DNAを認識する。またNLRP3インフラマソームはATP、尿酸、遊離脂肪酸などを認識する。NLRP3インフラマソームは自己炎症症候群との関連が知られている。
RIG様受容体
RIG様受容体（RIG-like receptor、RLR）は細胞質に局在を示して、細胞質内に侵入した外来RNAを検知し、Ⅰ型IFNを産生する細胞内RNAセンサーである。
cGASによる細胞内DNA認識
DNAは遺伝情報の運び手として知られる以前から、貪食細胞の遊走などの免疫応答を引き起こすことが知られていた。しかし、どのような分子がDNAを認識し、免疫応答を誘導しているかについては明らかになっていなかった。TLR非依存性の機序としてDAI、DDX41、IFI16、Sox2といった分子が細胞内DNAセンサーであるとする報告がなされたが、それらの分子が真のDNAセンサーであることの確証は得られなかった。2013年にChenらがDNA刺激によりセカンドメッセンジャーとして働くcGMPを産出する細胞内DNAセンサー分子としてcGASを同定した。cGASがDNA配列や細胞種に関係なくDNAと結合しcGAMPを合成すること、そうして合成されるcGAMPが小胞体に局在するアダプター分子STINGを介してインターフェロンの産出を誘導すること、cGASのノックアウトマウスはDNAウイルスの感染に対して抵抗性を失うことから、細胞質内DNAセンサーとしてのcGASの役割が確立した。

## FDA承認された核酸医薬
以下のものがFDAで承認されている。
ホミビルセン
ホミビルセンは1998年にFDAで承認された核酸医薬である。AIDS患者のCMV性網膜炎に対する硝子体内局注するアンチセンス核酸である。サイトメガロウイルス遺伝子のIE2のmRNAを標的としている
ミポメルセン
ミポメルセンは2013年にFDAで承認された核酸医薬であり、全身投与可能な核酸医薬としては初である。皮下注射で投与する。ホモ接合型家族性高コレステロール血症の治療薬である。ApoB100 mRNAを標的としておりた2’-MOE修飾がされている。
ヌシネルセン
ヌシネルセンは2016年にFDAで承認された核酸医薬であり髄液中に投与する。脊髄性筋萎縮症の治療薬である。18塩基のアンチセンスオリゴヌクレオチドである。すべての核酸がホスホチオエート化され、2'-MOEの修飾がされたRNA誘導体になっている。このためRNase H依存性のmRNAの分解は起こらない。イントロンに結合することでスプライシング機構を阻害しエクソンインクルージョンを行う。脳脊髄液内の濃度が4～5ヶ月保たれるため投与開始時は2ヶ月で4回投与するが、その後は4ヶ月毎の投与になる。
ペガプタニブ
ペガプタニブ（商品名マクジェン）は2004年にFDAで承認され、2008年からは日本でも承認された核酸医薬である。加齢性黄斑変性症に対する硝子体内局注するアプタマーである。VEGFと結合することで血管新生を抑制する核酸医薬である。プリンあるいはピリミジンのリボースの2’位のOH基がそれぞれフッ素基あるいはO-Me基に置換し、さらにPEG鎖を結合している。
エテプリルセン
Eteplirsen（商品名 Exondys 51）はデュシェンヌ型筋ジストロフィーに対する治療薬であり2016年にFDAに承認された。モルフォリノオリゴを用いたジストロフィン遺伝子のエクソン51を標的としたものである。エクソンスキップ法である。

## トピックス

### DNA/RNAヘテロ2本鎖核酸
東京医科歯科大学の仁科、横田らは核酸医薬のデリバリーとしてビタミンE（α-tocopherol、Toc）に注目した。彼らはTocをアミダイト化しsiRNAの5’末端に結合させたToc-siRNAを合成して、肝臓をターゲットとした生体内でのTocの生理学的輸送動態を用いたsiRNAのデリバリーを試みた。マウスに静脈注射し肝臓での標的mRNAの発現量を検討した。従来のコレステロール結合siRNAと比較して投与量を1/10に減らすことに成功した。次に彼らはTocをギャップマー型ASO（一本鎖DNAの両端をLNAで置換したASO）へ応用することを考えた。しかし脂質をはじめとした各種分子をASOに直接結合するとASOの有効性が減弱することが知られていた。そのためASOに対して相補となる両端を2'-OMeで化学修飾したRNA（complementary RNA、cRNA）を合成し、ASOとアニーリングすることで日本発の新規核酸医薬となるDNA/RNAヘテロ2本鎖核酸(DNA/RNA heteroduplex oligonucleotide、HDO)を開発した。ASOではなくcRNAの5’末端にTocを結合させるToc-HDOを合成することでASOに間接的にTocが結合しASOの有効性に対して干渉が少ないと考えられた。実際にToc-HDOはASOと比較して20倍以上の有効性を示した。LNAを用いたASOは肝障害を示すことが報告されていたがToc-HDOではASOよりも少ない投与量で同等の効果を生じることから投与量削減に伴う肝障害の改善が示唆された。またToc-HDO投与後のインターフェロン値の上昇は認められなかった。HDOはcRNAが核内でRNase Hによって切断され、DNA鎖がASOとなってmRNAと結合し同様にRNase HによってmRNAが切断されることが想定されたが、cRNAが細胞質でDNA鎖と分離されること、最終的にRNaseで切断されるが詳細なメカニズムは不明である。

### 経口投与可能な核酸医薬
消化管から吸収されないのが高分子医薬品の特徴のひとつである。大阪大谷大学の村上正裕は東京医科歯科大学の横田隆徳との共同研究でビタミンE結合siRNAを脂肪酸などから構成される脂質ナノ粒子に組み入れることで世界初の腸管投与可能な核酸医薬を開発した。いわゆる坐薬である。この方法は既存の大腸デリバリー技術と組み合わせることで経口投与可能な核酸医薬を開発可能にする可能性がある。脂肪酸は吸収促進薬としても知られているリノール酸を用いた。